# Зілукоплан
Зілукоплан (англ. Zilucoplan); експериментальна назва RA101495 — експериментальний препарат, який досліджується для лікування міастенії та пароксизмальної нічної гемоглобінурії. Станом на початок 2021 року препарат знаходився у ІІІ фазі клінічних досліджень. Зілукоплан є макроциклічний пептид, який зв'язується з компонентом 5 системи комплементу, та інгібує його розщеплення на С5а та С5b. Препарат також досліджується щодо ефективності в лікуванні коронавірусної хвороби 2019.